# Switzerland Travel Centre
Switzerland Travel Centre AG (STC) ist der offizielle nationale Reiseveranstalter der Schweiz.

## Geschichte und Organisation
Die Switzerland Destination Management AG (SDM) mit Sitz in Zürich wurde um 1998 von folgenden Organisationen gegründet: Schweiz Tourismus (offizielle Tourismus-Marketingorganisation der Schweiz), die Swissair (seinerzeit die nationale Luftfahrtorganisation), die Schweizerischen Bundesbahnen SBB, der Schweizer Hotelierverein SVH (Unternehmerverband des Beherbergungsgewerbes, heute hotelleriesuisse), GastroSuisse (Arbeitgeberverband des Gastgewerbes) und Europcar (seinerzeit ein deutsch-französischer Autovermieter).
2004 wurde SDM auf den Namen Switzerland Travel Centre AG umfirmiert. Der Name stammt von der 1999 übernommenen Switzerland Travel Centre Ltd. in London. Ende 2005 – nach dem Zusammenbruch der Swissair – wurde die STC mit 57 % mehrheitlich durch die SBB übernommen, Schweiz Tourismus hielt 33 %, sowie die Bern-Lötschberg-Simplon-Bahn (BLS), die Jungfraubahnen, die Matterhorn-Gotthard-Bahn (MGB), die Montreux-Oberland-Bahn (MOB) und die Rhätische Bahn (RhB) je 2 %. 2011 wurde die deutsche Tochterfirma Switzerland Travel Centre GmbH in Stuttgart gegründet.
Seit 2012 ist die hotelleriesuisse wieder massgeblich an der Switzerland Travel Centre-Gruppe beteiligt.
Das Hauptbüro ist in Zürich-Binz. Die Leitung des Unternehmens hat seit 2011 Michael Maeder inne.
Im November 2018 eröffnete der Reiseveranstalter mit dem Auslandbüro in Hongkong den ersten Standort im asiatischen Raum.

## Unternehmen Switzerland Travel Centre
Durch den Betrieb eines eigenen Reisevermittlers will die Schweiz die wirtschaftspolitischen Anliegen durch die enge Zusammenarbeit des nationalen Tourismusmarketings mit den öffentlichen und privaten Gewerbetreibenden auch im Sinne einer öffentlichen Versorgungsinfrastruktur umsetzen, wie das für ein Tourismusland von grundlegender Bedeutung ist. Der Tourismus in der Schweiz hat mit grob 8 % indirekter Wertschöpfung einen bedeutenden Anteil an der Gesamtwirtschaft, inneralpin ist der Anteil viel höher. Damit ist eine marktfähige Reisevermittlung ein direktes Werkzeug gesamtstaatlicher, kantonaler und kommunaler Strukturförderung und wirtschaftlicher Standortförderung.
Als «offizieller Ferienvermittler des Schweizer Tourismus» bearbeitet Switzerland Travel Centre pro Jahr über 300.000 Kontakte mit Interesse am Ferienland Schweiz. Das Unternehmen erzielte im Jahr 2019 ein Buchungsvolumen von rund 100 Millionen Schweizer Franken und verzeichnete gegen 200.000 buchende Gäste.
Das Unternehmen betreibt eigene Servicezentren in Zürich, Stuttgart (Tochterfirma), London (Tochterfirma) und Hongkong. Zusätzlich sind Repräsentanten in Los Angeles, Dubai, Bangkok, Peking, Tokio und Seoul für STC aktiv. Der Schweizer Reisespezialist beschäftigt so über 120 Mitarbeiter aus 20 Nationen – darunter China, Island und USA.

## Tätigkeitsgebiet
Rund 2'000 Hotelpartner in der Schweiz (darunter auch Organisationen wie Swiss Historic Hotels oder die Schweizer Berghilfe) nehmen die Vermittlung von Buchungen über die Onlineplattform swisshotels.com von Switzerland Travel Centre in Anspruch. Darüber hinaus ermöglicht Switzerland Travel Centre Hoteliers Kooperationsmöglichkeiten mit Partnern und die Integration einer Booking Engine auf der eigenen Hotelwebsite. Die Hotel-Buchungstechnologie stellt Switzerland Travel Centre auch Schweizer Tourismusdestinationen und nicht-touristischen Partnern (beispielsweise Coop, Migros Cumulus, Raiffeisen) zur Verfügung. Zudem betreibt Switzerland Travel Centre für diverse Schweizer Ferienregionen online Contact Centers sowie Social Media & Community Management in vier Sprachen.
Switzerland Travel Centre ist zudem Lieferant von Hotelangeboten und Buchungssystemlösungen für die Reisegeschäfte von Airlines (z. B. Emirates Holidays) sowie Reisepakete für das Stopover-Programm der nationalen Airline Swiss International Airlines. Für den Erwerb von Bahntickets betreibt das Switzerland Travel Center die Buchungsplattform swissrailways.com.
Seit 2017 ist der Reiseveranstalter für Ferien in der Schweiz auf dem chinesischen Reiseportal Fliggy Shop von Alibaba.com präsent. Dadurch ermöglicht Switzerland Travel Centre seinen touristischen Partnern in der Schweiz einen einfachen Zugang zum chinesischen Individualmarkt.